# العلاقات البرتغالية التوفالية
العلاقات البرتغالية التوفالية هي العلاقات الثنائية التي تجمع بين البرتغال وتوفالو.

## مقارنة بين البلدين
هذه مقارنة عامة ومرجعية للدولتين:
| وجه المقارنة                                              | البرتغال                                                  | توفالو                         |
| --------------------------------------------------------- | --------------------------------------------------------- | ------------------------------ |
| المساحة (كم2)                                             | 92.21 ألف                                                 | 26                             |
| عدد السكان (نسمة)                                         | 10.60 مليون                                               | 11.19 ألف                      |
| الكثافة السكانية (ن./كم²)                                 | 114.95                                                    | 43.04 ألف                      |
| العاصمة                                                   | لشبونة                                                    | فونافوتي                       |
| اللغة الرسمية                                             | اللغة البرتغالية، اللغة الميراندية                        | اللغة التوفالوية، لغة إنجليزية |
| العملة                                                    | يورو، اسكودو برتغالي                                      | دولار توفالو                   |
| الناتج المحلي الإجمالي (بليون دولار)                      | 217.57 مليار                                              | 39.73 مليون                    |
| الناتج المحلي الإجمالي (تعادل القوة الشرائية) بليون دولار | 307.82 مليار                                              | 38.93 مليون                    |
| الناتج المحلي الإجمالي الاسمي للفرد دولار أمريكي          | 19.22 ألف                                                 | 3.29 ألف                       |
| الناتج المحلي الإجمالي للفرد دولار أمريكي                 | 28.76 ألف                                                 | 3.77 ألف                       |
| مؤشر التنمية البشرية                                      | 0.830                                                     |                                |
| رمز المكالمات الدولي                                      | +351                                                      | +688                           |
| رمز الإنترنت                                              | .pt                                                       | .tv                            |
| المنطقة الزمنية                                           | توقيت غرب أوروبا، توقيت غرب أوروبا الصيفي، أوروبا/لشبونة ‏ | ت ع م+12:00                    |

## منظمات دولية مشتركة
يشترك البلدان في عضوية مجموعة من المنظمات الدولية، منها:
| علم المنظمة | اسم المنظمة                   | تاريخ انضمام البرتغال | تاريخ انضمام توفالو |
| ----------- | ----------------------------- | --------------------- | ------------------- |
|             | منظمة حظر الأسلحة الكيميائية  | ?                     | ?                   |
|             | الأمم المتحدة                 | 14 ديسمبر 1955        | 5 سبتمبر 2000       |
|             | يونسكو                        | 11 مارس 1965          | 21 أكتوبر 1991      |
|             | مؤسسة التنمية الدولية         | 29 ديسمبر 1992        | 24 يونيو 2010       |
|             | بنك التنمية الآسيوي           | 2002                  | 1993                |
|             | البنك الدولي للإنشاء والتعمير | 29 مارس 1961          | 24 يونيو 2010       |
|             | الاتحاد البريدي العالمي       | ?                     | ?                   |
|             | الاتحاد الدولي للاتصالات      | 1866                  | 15 أغسطس 1996       |

## وصلات خارجية
- موقع وزارة الخارجية البرتغالية